# Barghest
Barghest, Bargtjest, Bo-guest, Bargheist, Bargeist, Barguist, Bargest ou Barguest é o nome empregado no Norte da Inglaterra (especialmente em Yorkshire), para descrever um monstruoso e sobrenatural cão negro com enormes dentes e garras. Em outros casos, entretanto, o termo pode referir a um fantasma ou duende doméstico - como ocorre na região de Northumberland e Durham.

## Folclore
O folclore nos conta que o Barghest, um cão monstruoso e mítico, se materializava após a morte de qualquer indivíduo proeminente. Seu aparecimento sinalizava uma procissão macabra, seguida por todos os cães próximos, enchendo o ar com seus uivos e latidos fúnebres, acompanhando o falecido em uma marcha fúnebre canina e sombria. Outro componente do mito afirma que a presença do Barghest nas proximidades da residência de um indivíduo poderia significar a morte iminente do mesmo. Além de utilizar a corriqueira forma de um grande cão negro com olhos em chamas, o Barghest também teria a capacidade de tornar-se invisível e mover-se fazendo um perturbador som de correntes chacoalhadas. Outras formas adotadas pelo Barghest incluiriam: um ser humano sem cabeça, um gato branco, um coelho e até um urso.
Muitas histórias, talvez mais notavelmente O Cão dos Baskervilles, possuem cães negros e fantasmagóricos. O folclore britânico conta uma antiga história sobre um Barghest que entra na cidade de York ocasionalmente, onde, segundo a lenda, ataca viajantes solitários nas estreitas vielas da cidade. Outras histórias descrevem outros Barghests, como aquele que assombraria os arredores de Darlington sob a forma de um homem sem cabeça (que desapareceria em chamas) - e de fato diversos outros locais são referidos como territórios assombrados pela criatura.
Uma das fraquezas do Barghest remonta a alguns mitos sobre vampiros, segundo os quais (assim como ocorreria com os sugadores de sangue), o Barghest seria incapaz de atravessar cursos de água corrente.

## Etimologia
A origem etimológica da palavra barghest é controversa. A palavra Ghost (fantasma) costumava ser pronunciada como guest no norte da Inglaterra, e portanto acredita-se que o nome derivaria da palavra burh-ghest (cidade-fantasma). Outros explicam o nome afirmando que teve sua origem da expressão alemã Berg-geist (espírito da montanha), ou ainda Bar-geist (espírito-urso), em alusão à sua suposta aparência às vezes também descrita como a de um urso. Outra derivação sugerida seria proveniente de "Bier-Geist", o "espírito do esquife funeral".